# Curva de radio variable

La espiral de Euler (rojo), es un ejemplo de una curva de radio variable entre una línea recta azul y un arco circular, en verde.

Una curva de radio variable o curva de transición, es una curva matemáticamente calculada para una sección de carretera o de la vía del ferrocarril, donde una alineación recta cambia a una curva circular, formando una espiral. En el plano (es decir, visto desde arriba), el inicio de la transición de la curva horizontal tiene un radio infinito y al final de la transición tiene el mismo radio que la curva, formando así una espiral muy amplia. Al mismo tiempo, en el plano transversal, el borde exterior de la curva se va elevando gradualmente hasta que se consigue el grado correcto de inclinación.

## Finalidad

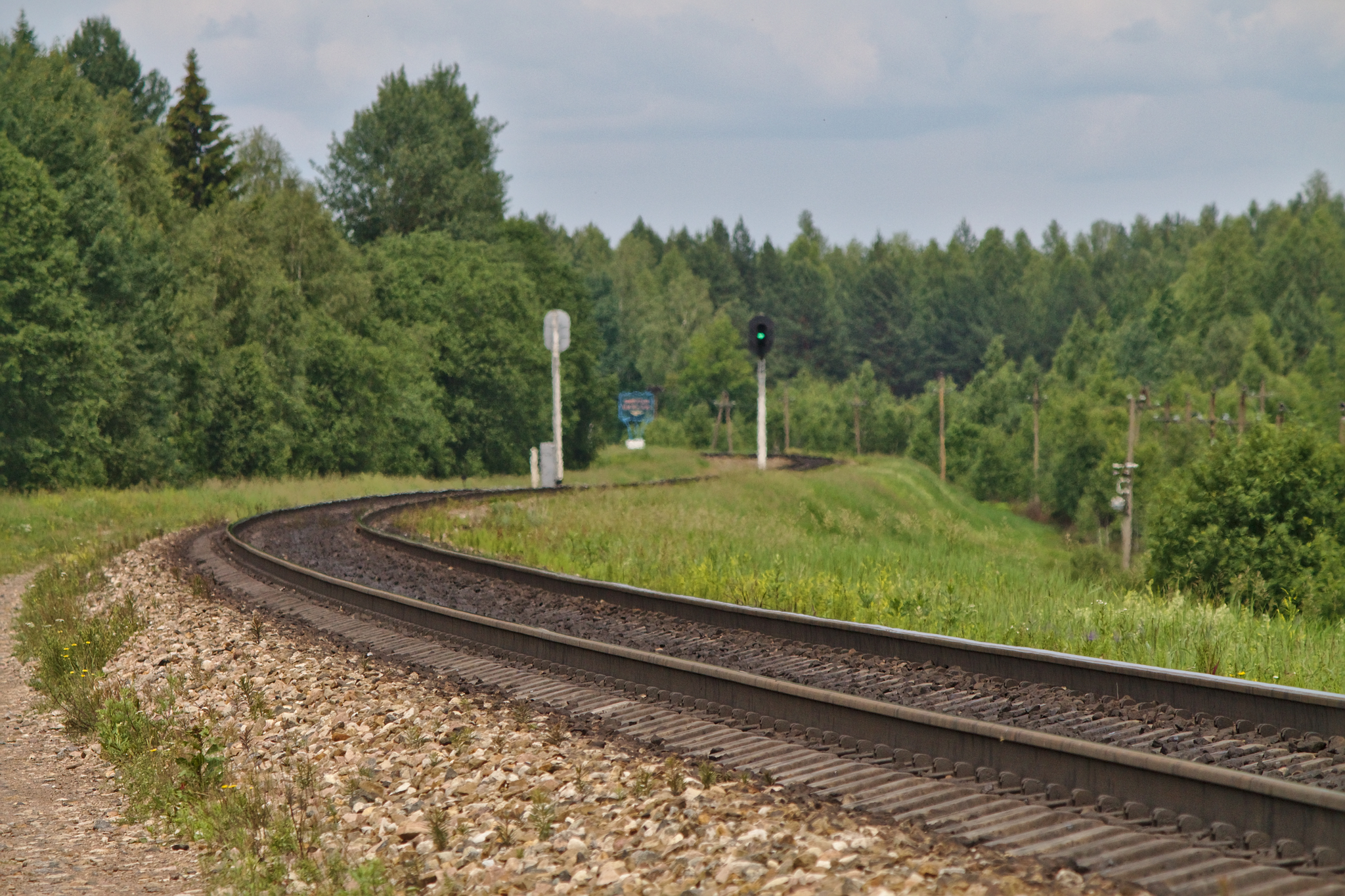
Curva en una vía de ferrocarril

La curva de transición está diseñada para evitar cambios bruscos en la aceleración lateral (o centrípeta) a consecuencia del repentino cambio de curvatura de la trayectoria, con una fuerza transversal cambiante que, de repente, actúa sobre el vehículo.
Por otro lado, también forma parte del diseño de la curva, la tarea de calcular la pendiente del biselado gradual del carril, es decir, el levantamiento del borde exterior del perfil de la curva, formando una pendiente hacia el interior que compensa el efecto de aceleración sufrida por los vehículos en movimiento siguiendo la curva.
Especialmente importantes son las curvas de transición de alta velocidad, empleadas en la construcción de una vía férrea de pequeño radio, donde  circula material rodante pesado, (por ejemplo las locomotoras, en una larga curva en doble S).

## Teoría de la curva de transición
La curva de transición se calcula evitando la discontinuidad del radio. La herramienta teórica utilizada por este propósito está constituida por  espirales Euler, es decir, aquellas curvas en que la curvatura es una función lineal de la longitud del arco: un ejemplo muy común es lo proporcionado por la clotoide, aunque en la práctica, también se están utilizando otras curvas que son aproximaciones empíricas o interpolaciones de las espirales verdaderas.
De acuerdo con lo antes dicho, las curvas de transición más utilizadas son las siguientes:
- Clotoide - es una función de la variable curvatura, que aumenta linealmente en proporción a la distancia recorrida. Es la curva más utilizada, el estándar para los Ferrocarriles rusos y otros países ex-URSS .
- Parábola cúbica - se utiliza a veces para la tramos  de carretera no-críticos siendo los cálculos mucho más sencillos que usando la Clotoide o la Espiral de Euler. Esta sustitución se fundamenta en la teoría geométrica que afirma que la curvatura de una parábola cúbica se aproxima a la curvatura de la Clotoide si el coeficiente del término cúbico es pequeño.
- Lemniscata. La más utilizada es la Lemniscata de Bernoulli.
- Cardioide - tiene ciertas ventajas sobre la clotoide, teniendo en cuenta la frenada del vehículo en una curva.
- Wiener Bogen.- mejor que el resto, está enfocada hacia la dinámica del vehículo que  circula.[3] En particular, antes de pasar ninguno el lado opuesto de la curva hay un aumento de la pendiente en el centro de masas del vehículo, que se eleva sobre la carretera, y entra en la curva en la mejor situación posible. (Utilizada en los Ferrocarriles austríacos).[4]

### Cálculo
El valor f (interconexión o puenteo) se calcula utilizando la fórmula (aproximada, bastante exacta):      
{\displaystyle f\approx {\frac {l_{\mathrm {u} }^{2}}{24\cdot r}}} (Parábola cúbica)
{\displaystyle f\approx {\frac {l_{\mathrm {u} }^{2}}{48\cdot r}}} (Grado parabólico 4)
Donde:  
{\displaystyle l_{\mathrm {u} }}  es la longitud de la curva de transición en metros
r  es el radio del arco circular en metros..